# TAC 12
TAC 12 és un canal públic del Camp de Tarragona que emet pel múltiplex pertanyent a les comarques del Tarragonès, l'Alt Camp i la Conca de Barberà des dels centres emissors de la Mussara i Miramar.
Va començar les emissions en proves el 18 de juny del 2009 i malgrat que estava previst començar les emissions regulars l'11 de setembre de 2009, finalment ho va fer el 14 de setembre de 2009.
El canal pertany al Consorci per a la Gestió de la Televisió Digital Terrestre del Camp de Tarragona (Tacoalt) (de les sigles de Tarragonès, Conca de Barberà i Alt Camp) creat el 12 de juny de 2008 i del qual formen part els ajuntaments de Tarragona, Vila-seca, Salou, Valls, Constantí, Montblanc, Torredembarra, L'Espluga de Francolí i Altafulla.
TAC 12 emet en alta definició des del 19 de desembre de 2019. Aquesta operació va coincidir amb un canvi de canal radioelèctric per a l'alliberament del Segon Dividend Digital (Banda de 700 Mhz), motivat pel desplegament de serveis de telefonia 5G. Això obligà els teleespectadors a resintonitzar els seus televisors. Hi va haver un període d'emissió simulcast d'uns 6 mesos des dels emissors principals de la Mussara (Baix Camp) i Miramar (Conca de Barberà). Per la nova freqüència del canal 39 va passar a emetre TAC 12 exclusivament en HD Alta Definició amb resolució 1080i. L'emissió estàndard en SD, es va mantenir per l'antiga freqüència del canal 54 fins a la data d'apagada, el mes de juny del 2019.

## Freqüències
Freqüència digital
- Canal 39 UHF (nova freqüència, ja disponible): Tarragonès, Alt Camp i Conca de Barberà
- Canal 54 UHF (antiga freqüència, s'apagarà pròximament): Tarragonès, Alt Camp i Conca de Barberà